# Квалификације за Европско првенство у фудбалу 2020 — група Д
Група Д квалификација за Европско првенство у фудбалу 2020. састојала се од пет репрезентација: Швајцарска, Данска, Ирска, Грузија и Гибралтар.
Репрезентације Швајцарске и Данске су као првопласиране и другопласиране репрезентације избориле директан пласман на првенство, док захваљујући ранг листи УЕФА Лиге нације 2018/19. у бараж су отишле репрезентације Ирске и Грузије.

## Табела
| Легенда |
| --- |
| Репрезентације које се квалификују у првом кругу                                                                                                 |
| Репрезентација која иде у бараж захваљујући учинку у Лиги нација 2018/19. након што нису завршили на првом или другом месту табеле у првом кругу |

| Табела групе Д | Табела групе Д | Табела групе Д | Табела групе Д | Табела групе Д | Табела групе Д | Табела групе Д | Табела групе Д | Табела групе Д | Табела групе Д |  |            |        |                 |         |           |  | Домаћи | Домаћи | Домаћи | Домаћи | Домаћи | Домаћи | Домаћи | Гости | Гости | Гости | Гости | Гости | Гости | Гости |
|                | Репрезентација | И              | Д              | Н              | И              | ДГ             | ПГ             | ГР             | Бод.           |  | Швајцарска | Данска | Република Ирска | Грузија | Гибралтар |  | И      | Д      | Н      | И      | ДГ     | ПГ     | Бод.   | И     | Д     | Н     | И     | ДГ    | ПГ    | Бод.  |
| 1.             | Швајцарска     | 8              | 5              | 2              | 1              | 19             | 6              | +13            | 17             |  | -          | 3:3    | 2:0             | 1:0     | 4:0       |  | 4      | 3      | 1      | 0      | 10     | 3      | 10     | 4     | 2     | 1     | 1     | 9     | 3     | 7     |
| 2.             | Данска         | 8              | 4              | 4              | 0              | 23             | 8              | +17            | 16             |  | 1:0        | -      | 1:1             | 5:1     | 6:0       |  | 4      | 3      | 1      | 0      | 13     | 2      | 10     | 4     | 1     | 3     | 0     | 10    | 4     | 6     |
| 3.             | Ирска          | 8              | 3              | 4              | 1              | 7              | 3              | +2             | 13             |  | 1:1        | 1:1    | -               | 1:0     | 2:0       |  | 4      | 2      | 2      | 0      | 5      | 2      | 8      | 4     | 1     | 2     | 1     | 2     | 3     | 5     |
| 4.             | Грузија        | 8              | 2              | 2              | 4              | 7              | 11             | -4             | 8              |  | 0:2        | 0:0    | 0:0             | -       | 3:0       |  | 4      | 1      | 2      | 1      | 3      | 2      | 5      | 4     | 1     | 0     | 3     | 4     | 9     | 3     |
| 5.             | Гибралтар      | 8              | 0              | 0              | 8              | 3              | 31             | -28            | 0              |  | 1:6        | 0:6    | 0:1             | 2:3     | -         |  | 4      | 0      | 0      | 4      | 3      | 16     | 0      | 4     | 0     | 0     | 4     | 0     | 15    | 0     |

## Резултати
| Грузија | 0:2    | Швајцарска               |
| ------- | ------ | ------------------------ |
|         | Детаљи | Цубер 57’ · Закарија 80’ |

| Гибралтар | 0:1    | Ирска       |
| --------- | ------ | ----------- |
|           | Детаљи | Хендрик 49’ |

| Ирска        | 1:0    | Грузија |
| ------------ | ------ | ------- |
| Хурихејн 36’ | Детаљи |         |

| Швајцарска                          | 3:3    | Данска                                       |
| ----------------------------------- | ------ | -------------------------------------------- |
| Фројлер 19’ · Џака 66’ · Емболо 76’ | Детаљи | Јергенсен 84’ · Гиткјер 88’ · Далсгард 90+3’ |

| Грузија                                              | 3:0    | Гибралтар |
| ---------------------------------------------------- | ------ | --------- |
| Гвилија 30’ · Папунашвили 59’ · Арвеладзе 76’ (пен.) | Детаљи |           |

| Данска       | 1:1    | Ирска    |
| ------------ | ------ | -------- |
| Хејбјерг 76’ | Детаљи | Дафи 85’ |

| Данска                                                                | 5:1    | Грузија        |
| --------------------------------------------------------------------- | ------ | -------------- |
| Долберг 14’, 63’ · Ериксен 30’ (пен.) · Повлсен 73’ · Брејтвајт 90+3’ | Детаљи | Лобжанидзе 25’ |

| Ирска                            | 2:0    | Гибралтар |
| -------------------------------- | ------ | --------- |
| Чиполина 29’ (аг.) · Бреди 90+3’ | Детаљи |           |

| Гибралтар | 0:6    | Данска                                                                    |
| --------- | ------ | ------------------------------------------------------------------------- |
|           | Детаљи | Сков 6’ · Ериксен 34’ (пен.), 50’ (пен.) · Деланеј 69’ · Гиткјер 73’, 78’ |

| Ирска          | 1:1    | Швајцарска |
| -------------- | ------ | ---------- |
| Мекголдрик 85’ | Детаљи | Шер 74’    |

| Грузија | 0:0    | Данска |
| ------- | ------ | ------ |
|         | Детаљи |        |

| Швајцарска                                                   | 4:0    | Гибралтар |
| ------------------------------------------------------------ | ------ | --------- |
| Закарија 37’ · Мехмеди 43’ · Родригез 45+4’ · Гаврановић 87’ | Детаљи |           |

| Грузија | 0:0    | Ирска |
| ------- | ------ | ----- |
|         | Детаљи |       |

| Данска      | 1:0    | Швајцарска |
| ----------- | ------ | ---------- |
| Повлсен 84’ | Детаљи |            |

| Гибралтар                    | 2:3    | Грузија                                       |
| ---------------------------- | ------ | --------------------------------------------- |
| Каскијаро 66’ · Чиполина 74’ | Детаљи | Хараишвили 10’ · Канкава 21’ · Квилитаија 84’ |

| Швајцарска                       | 2:0    | Ирска |
| -------------------------------- | ------ | ----- |
| Сеферовић 16’ · Дафи 90+3’ (аг.) | Детаљи |       |

| Данска                                                            | 6:0    | Гибралтар |
| ----------------------------------------------------------------- | ------ | --------- |
| Сков 12’, 64’ · Гиткјаер 47’ · Брејтвајт 51’ · Ериксен 85’, 90+4’ | Детаљи |           |

| Швајцарска | 1:0    | Грузија |
| ---------- | ------ | ------- |
| Итен 77’   | Детаљи |         |

| Гибралтар | 1:6    | Швајцарска                                                       |
| --------- | ------ | ---------------------------------------------------------------- |
| Стајч 74’ | Детаљи | Итен 10’, 84’ · Варгас 50’ · Фахснат 57’ · Бенито 75’ · Џака 86’ |

| Ирска       | 1:1    | Данска        |
| ----------- | ------ | ------------- |
| Дохерти 85’ | Детаљи | Брејтвајт 73’ |

## Стрелци
5 голова
| - Кристијан Ериксен |

4 гола
| - Кристијан Гиткјер |

3 гола
| - Мартин Брејтвајт | - Роберт Сков | - Седрик Итен |

2 гола
| - Јусуф Повлсен - Каспер Долберг | - Гранит Џака | - Денис Закарија |

1 гол
| - Ли Каскјаро - Рис Стајч - Рој Чиполина - Валеријан Гвилија - Вато Арвеладзе - Гиорги Квилитаја - Гиорги Хараишвили - Гиорги Папунашвили - Јаба Канкава - Саба Лобжанидзе - Матијас Јергенсен | - Пјер-Емил Хејбјерг - Томас Деланеј - Хенрик Далсгард - Дејвид Макголдрик - Конор Хурихан - Мет Дохерти - Роби Бреди - Џеф Хендрик - Шејн Дафи - Адмир Мехмеди - Брел Емболо | - Едимилсон Фернандес - Лорис Бенито - Кристијан Фаснахт - Марио Гаврановић - Ремо Фројлер - Рикардо Родригез - Рубен Варгас - Стивен Цубер - Фабијан Шер - Харис Сеферовић |

Аутогол
| - Џозеф Чиполина (против Ирске) |